# Rèmora comuna
La rèmora comuna (Remora remora) és un peix de la família dels equenèids i de l'ordre dels perciformes.

## Morfologia
- Pot assolir 86,4 cm de llargària i 1.070 g de pes.
- Cos allargat i robust.
- Boca ampla.
- Té una gran ventosa situada a la part anterior del dors formada per la primera aleta dorsal modificada.
- La segona aleta dorsal té 22-26 radis tous i l'anal 22-24.
- No té bufeta natatòria.
- Escates petites.
- El seu color és bru, més o menys clar.[3][4][5][6][7]

## Alimentació
Tot i ser una bona nedadora, viu adherida a les brànquies, aletes i cossos de taurons, rajades, cetacis, tortugues i mamífers marins, i, fins i tot, vaixells, alimentant-se dels seus paràsits (com ara, crustacis copèpodes).

## Depredadors
Als Estats Units és depredada per Anous stolidus i Sterna fuscata.

## Hàbitat
És un peix marí, associat als esculls de corall fins als 100 m de fondària i de clima subtropical (60°N-36°S, 180°W-180°E).

## Distribució geogràfica
És cosmopolita en aigües temperades: el Pacífic occidental (des del Japó fins a Nova Zelanda i l'illa Norfolk), el Pacífic oriental (des de San Francisco -Califòrnia- fins a Xile), l'Atlàntic occidental (des de Nova Escòcia -el Canadà- fins a l'Argentina), l'Atlàntic oriental (des de la Mar del Nord fins a les illes Canàries i la Mediterrània occidental). També n'hi ha registres a Islàndia (dvalfiskur, drösull, stýrisfiskur) i entre Suècia (sugfisk) i Dinamarca (sugefisk).

## Observacions
És inofensiva per als humans.

## Curiositats
Els antics grecs i romans li atribuïen la capacitat de poder causar avortaments si es feia servir d'una determinada manera. Avui en dia, els xamans de Madagascar acostumen a posar porcions de la ventosa d'aquest peix als colls de les dones casades per assegurar llur fidelitat en absència de llurs marits.